# Таман
 Тази статия е за селището в Русия.  За полуострова вижте Тамански полуостров.  За владетеля вижте Таман (Западнотюркски каганат).
Тама̀н (на руски: Тамань) е станица в югозападната европейска част на Русия, част от Темрюкски район на Краснодарски край. Населението ѝ е около 10 000 души (2010).
Разположена е на 4 m надморска височина в Кубано-Приазовската низина, на брега на Керченския проток и на 180 km западно от Краснодар. Селището е основано като гръцка колония през VI век пр. Хр. под името Хермонаса, през Средновековието е известно като Тмутаракан, а сегашното си име получава през османската епоха, когато е населено главно с черкези. Завладяно е от Руската империя през 1792 година.

## Известни личности
Родени в Таман
- Людмила Лисенко (р. 1934), лекоатлетка